# コロニア・グエル教会
コロニア・グエル教会（コロニア・グエルきょうかい、カタルーニャ語: Cripta de la Colònia Güell）は、アントニ・ガウディの設計により、スペインのバルセロナ近郊のサンタ・クローマ・ダ・サルバリョーに建てられた教会である。

## 概要
コロニア・グエルとは、事業の繊維工場を中心にした工業団地のこと。その工場で働く労働者たちが職場近くに住めるように、敷地内に住居や学校、病院なども作られた。この団地に礼拝用のコロニア・グエル教会堂が建てられた。礼拝用の椅子はガウディ設計なので特徴的な形をしている。設計当時、材料は安価なレンガで設計しようとしていたが、塔を支える柱は相当な荷重がかかるので硬質の玄武岩が使用された。階高が取れないところでは、鉄骨梁が使われた。2005年にはアントニ・ガウディの作品群の一つとして、ユネスコの世界遺産（文化遺産）に登録された。

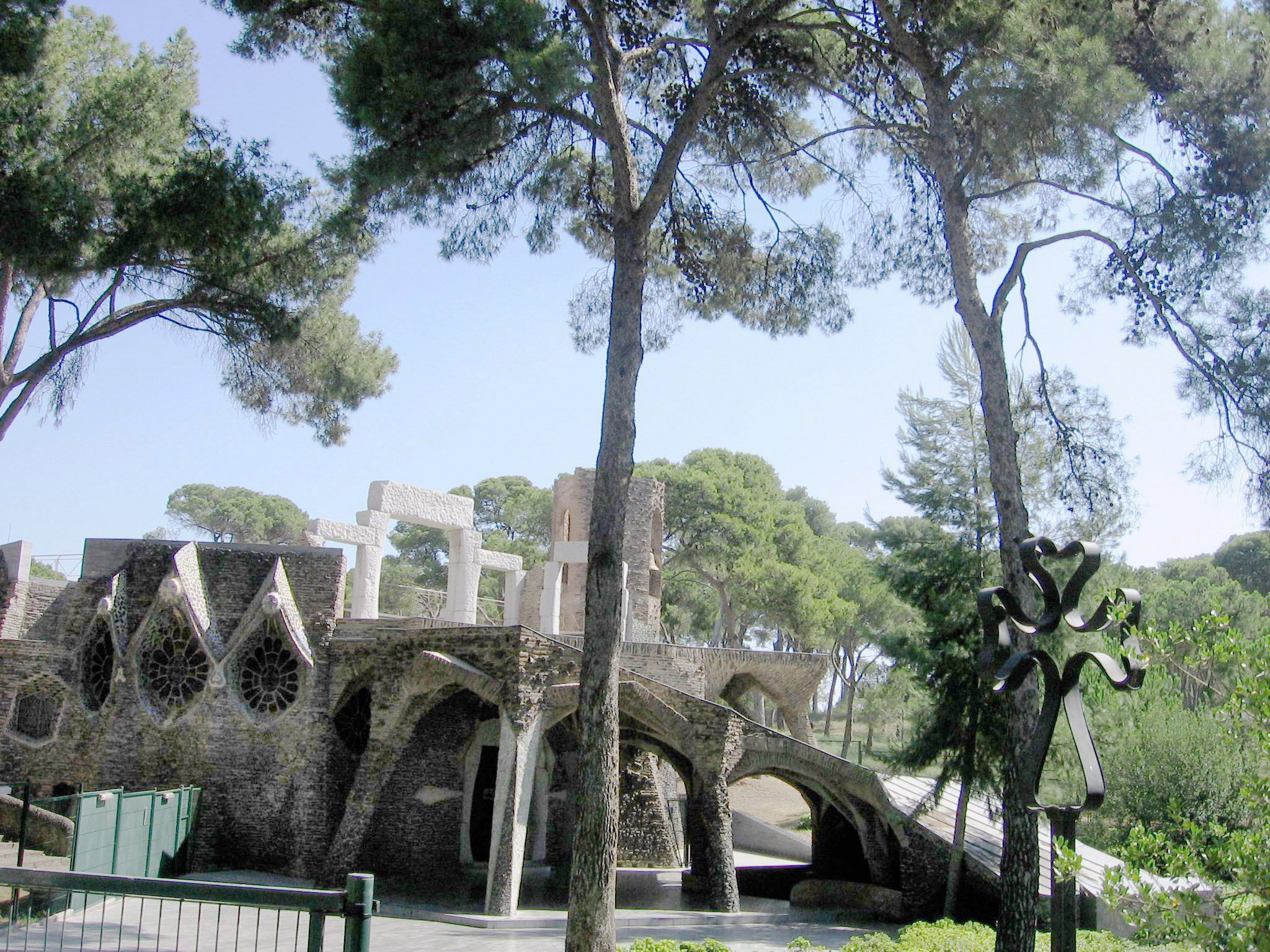
外観

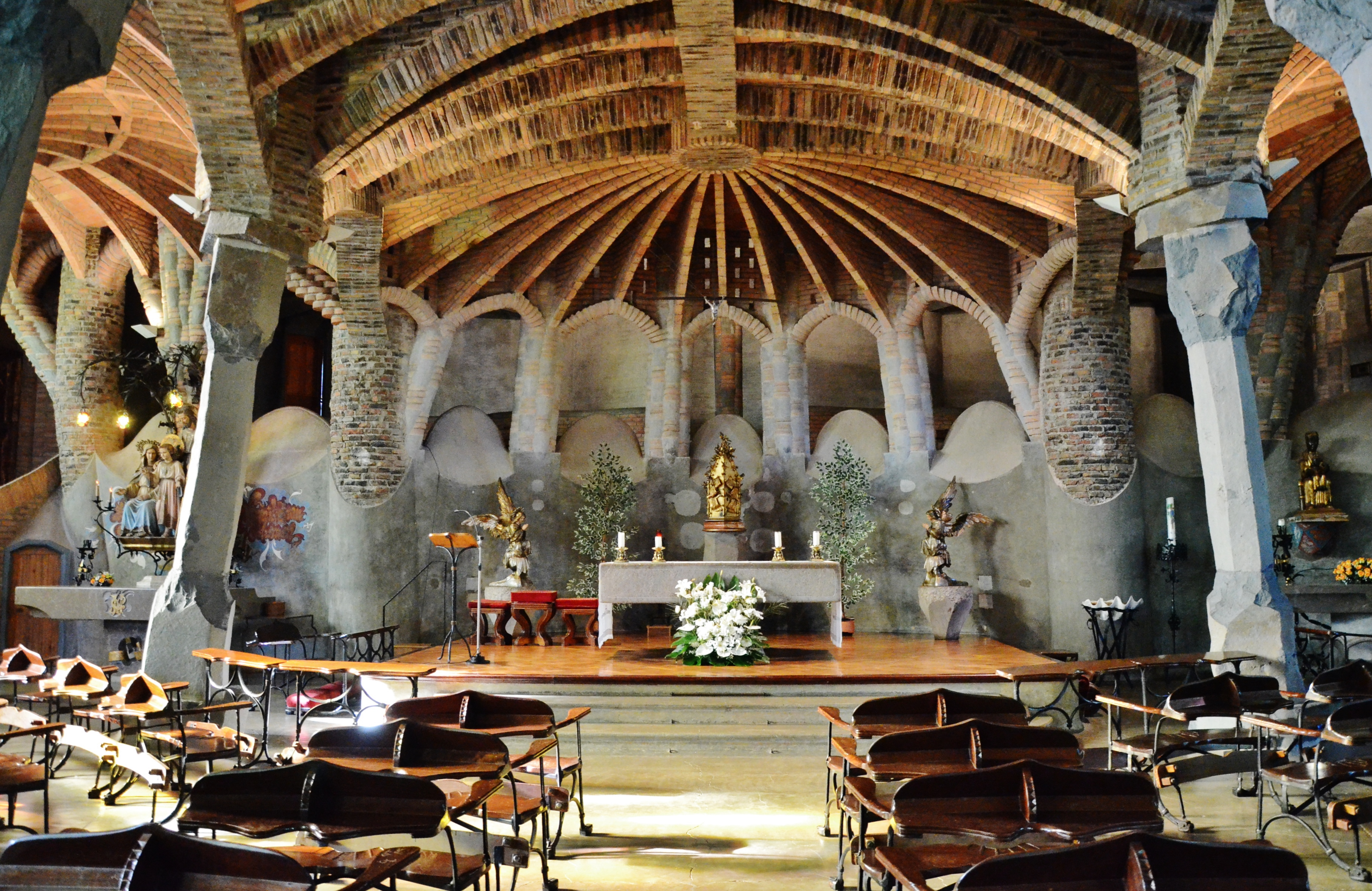
内部

## 建築過程
1898年、ガウディは工業団地内の教会堂の建設を依頼された。そして設計する際、構造的安定性を追求するために逆さ吊り実験を行った。しかしこの実験は極めて複雑だったので計画案作成に10年も要し、着工は1908年であった。それから6年後の1914年、ガウディはサクラダ・ファミリア聖堂に専念するため、建設から退き助手たちに任せた。1915年、半地階部が落成し、教会堂として利用された。それから仮設の屋根などがつけられたが、1916年に建設は完全に中断した。1955年から教区教会堂となった。今でも上層は未完成である。

## 敷地
住宅街外れの松林に囲まれた小高い丘の傾斜面の敷地にある。

## 構成
半地階部と上層の教会堂との2層構成である。上部が完成してなかったため、教会堂に転用されていた。全面的にクーポラ天井が採用され、外郭の等は約40mの高さである。
地下聖堂の内部は卵型の平面をしており、その中央に四本の玄武岩の柱があり、弓型アーチによって結ばれている。この中央の構造からヴォールトを支えるリブが延び、中央を取り組む列柱へと、更に周壁へと内側から外側へと力が伝えられていく。壁には大窓があり花びらの形をした枠の中に黄、青、緑及びバラ色のステンドグラスがはめ込まれている。それらから漏れた光により優しい空間が演出される。